# Meteor GmbH

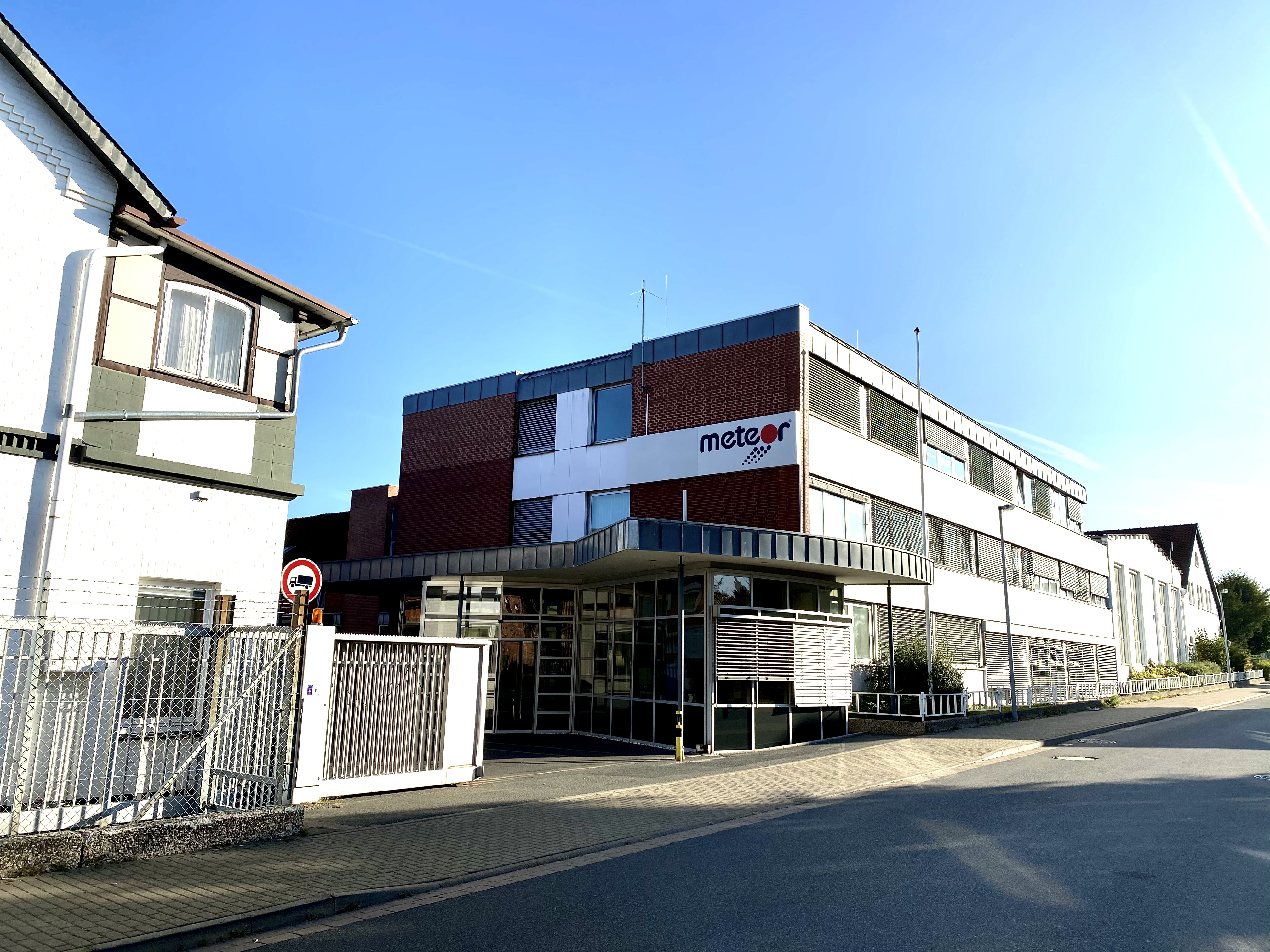
Haupteingang in Bockenem

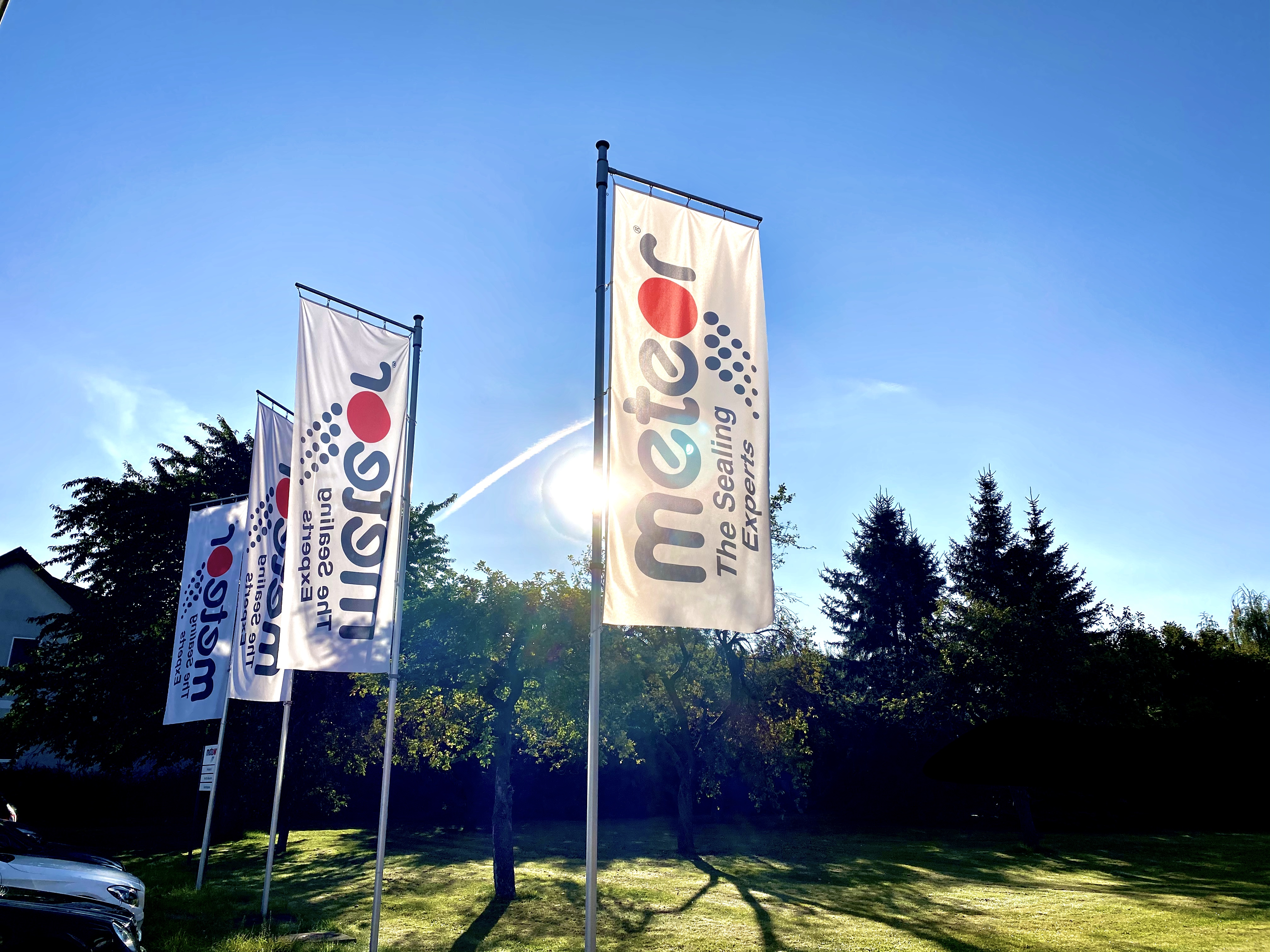
Meteor Fahnen am Haupteingang (2020)

Die Meteor GmbH (ehem. Meteor Gummiwerke K. H. Bädje GmbH & Co. KG,  Toyoda Gosei Meteor GmbH, Meteor Elastomer Solutions GmbH) ist ein Hersteller von Gummiprodukten, insbesondere Dichtungen, in Bockenem in Niedersachsen.

## Allgemeines
Mit ca. 800 Mitarbeitern (Stand: 2021) zählt das Unternehmen zu den größten Arbeitgebern und Ausbildungsbetrieben in der Region Hildesheim. Neben der Fertigung am heutigen Stammsitz in Bockenem verfügte Meteor bis Anfang der 2020er Jahre auch über ein Zweigwerk in Worbis, Thüringen mit ca. 350 Mitarbeitern. Zu den Auslandsaktivitäten zählen die Unternehmenstochter Meteor Sealing Systems, LLC in Dover (Ohio) und Beteiligungen an der LMI Custom Mixing, LLC in Cambridge (Ohio) und bis 2013 an der Qingdao Meteor Rubber & Plastics, Co. Ltd. in Qingdao, Volksrepublik China.
Bei Meteor Polymer Products in Obecnice, Tschechien werden Kunststoffspritzgussteile aus Ein- oder Mehrkomponenten gefertigt und Montagearbeiten durchgeführt. Zudem werden an diesem Standort Zellgummistanzteile, Moos- und Weichgummiformteile hergestellt.
Meteor entwickelt und produziert Automotive-Dichtsysteme. Das Unternehmen ist Weltmarktführer bei Elastomer-Dichtungssystemen für Cabriolets und Coupés.

## Geschichte
Meteor wurde 1951 durch Karl-Heinz Bädje in Hildesheim gegründet. Produziert wurde zuerst in gemieteten Räumen in Lerbach bei Osterode am Harz. Nach einem Umzug in die Räume der ehemaligen Konservenfabrik Ambergau in Bockenem im Jahre 1954 und den Zukauf von großen Teilen der Zuckerfabrik Bockenem im Jahre 1959 wurden die Produktionskapazitäten von 1965 bis 2001 kontinuierlich erweitert. Am Anfang war man auf die Herstellung von Elastomerprodukten aus geschäumtem Gummi, bekannt als Moosgummi, spezialisiert. Auf diese Weise entwickelte sich der anfangs noch handwerkliche Betrieb zur Herstellung von Moosgummiteilen zu einem heute führenden Hersteller von Elastomer-Dichtungen.
Die Meteor Weigelt GmbH & Co. KG in Bietigheim-Bissingen war von Dezember 2007 bis November 2012 ein Tochterunternehmen von Meteor. Dort werden Mehrkomponentenkunststoffteile für die Automobilindustrie und weitere Industrieprodukte gefertigt. Diese Tochter wurde durch den Insolvenzverwalter an die Agor GmbH in Hörselgau verkauft.
Am 14. Januar 2012 stellten die Meteor Gummiwerke K. H. Bädje GmbH & Co. KG sowie die Tochtergesellschaft Meteor Weigelt GmbH & Co. KG beim Amtsgericht Hildesheim Antrag auf Eröffnung eines Insolvenzverfahrens. Das Insolvenzverfahren über die Vermögen der Meteor Gummiwerke und der Tochtergesellschaft Meteor Weigelt wurde am 4. April 2012 durch das Amtsgericht Hildesheim eröffnet. Während des Insolvenzverfahrens sank die Zahl der Beschäftigten von 2.350 im Jahr 2011 auf 1.100 im Jahr 2014.
Ende Januar 2014 wurde die Übernahme durch Toyoda Gosei, eine Gesellschaft der Toyota Gruppe, bekannt. Die Übernahme wurde im April/Mai 2014 vollzogen. Meteor hatte sich verpflichtet, die Mitarbeiterzahl in Bockenem bis Frühjahr 2016 auf mindestens 900 Personen zu halten, danach bis Ende 2017 mindestens 700 Personen und danach keine Beschränkung mehr. Im Januar 2016 kündigten das Unternehmen Stellenkürzungen an. Im Geschäftsbericht für 2021 wird die Zahl der im Jahresdurchschnitt Beschäftigten mit 795 abgegeben.
Ende Dezember 2019 übernahmen der Münchner Finanzinvestor AEQUITA und der Automobil-Zulieferer Prettl die Meteor GmbH von der japanischen Toyoda Gosei. Der Firmenname wurde auf Meteor Elastomer Solutions GmbH geändert. Im März 2020 fand eine erneute Umbenennung in Meteor GmbH statt. Seit der Übernahme gab es groß aufgelegte Sparprogramme im Personalbereich, parallel wurden ebenfalls Investitionen in die Infrastruktur getätigt. Starker Fokus liegt auf der Verlagerung der Produktion nach Rumänien.